# 白板症
白板症（はくばんしょう、leukoplakia）とは、肉眼的に粘膜が白色を呈することを示す臨床的用語である。主に口腔外科学領域や耳鼻咽喉科学（舌）で、ときに婦人科学領域（外陰部）などで用いられる。
病理組織学的には、単に重層扁平上皮の角化異常の一つである角化亢進を起こした状態であるというに過ぎない。基底細胞の増殖、分化が関係し基底細胞の重層化、棘細胞の肥厚など角化過程の異常を起こしている。
多くの場合、表層の細胞はあたかも皮膚の上皮＝表皮のように、高密度のケラチンが細胞内に蓄積し細胞核が消失する完全な角化＝正角化する形での角化亢進、すなわち過正角化症を示す。しかし、粘膜の重層扁平上皮の性質を保ったままの、細胞核を失わない不完全な角化＝錯角化をしながら、量的には角化亢進している状態、すなわち過錯角化症であることもある。
同時に、上皮下結合組織には炎症性細胞浸潤を認めることが多い。
これらの変化は、単なる感染や自咬その他の外的刺激に対する、可逆的な反応性変化であることもあり、また不可逆的変化を起こしてはいても「皮膚型の上皮への化生」に相当する、良性の変化にとどまることも多い。その場合は、個々の細胞の形態の異常＝細胞異型や、細胞が層構造を逸脱した配列を示したり分化勾配を喪失したりといった極性の乱れを起こすこと＝構造異型は生じていない。しかし、これらの異型を伴っている場合は、異形成や上皮内癌の結果として角化亢進が起こり、臨床的に「白板症」として捉えられたことになる。
良性の角化亢進は異形成や上皮内癌に必須の前駆症状という訳ではないが、良性の「白板症」に隠れている異形成や上皮内癌をスクリーニングするため、臨床的には白板症を「前がん病変」として扱う。